# Szabolcs Zubai
Szabolcs Zubai (sinh ngày 31 tháng 3 năm 1984) là một cầu thủ bóng ném Hungary chơi cho Orosházi FKSE-LINAMAR.
Anh có trận ra mắt quốc tế vào ngày 27 tháng 12 năm 2004 trước Slovakia. Anh tham gia giải đấu quốc tế lớn đầu tiên của mình hai năm sau đó, cùng đội tuyển quốc gia đạt vị trí thứ 13 tại Giải vô địch châu Âu 2006. Anh đã tham gia thêm năm Giải vô địch châu Âu (2008, 2010, 2012, 2014, 2016), bốn Giải vô địch thế giới (2009, 2011, 2013, 2017) và một Thế vận hội (2012).

## Thành tích
- Nemzeti Bajnokság I:
  - Huy chương vàng: 2018
  - Huy chương  bạc: 2009, 2010, 2011, 2012, 2013, 2014, 2015, 2016, 2017
  - Huy chương đồng: 2002, 2003, 2004, 2005, 2006, 2007, 2008
- Magyar Kupa:
  - Chung kết: 2007, 2009, 2010, 2012, 2013, 2014, 2015, 2016, 2017, 2018
- EHF Cup:
  - Vô địch: 2014
- Giải vô địch trẻ thế giới:
  - Huy chương đồng: 2005

## Danh hiệu cá nhân
- Chữ thập Bạc của Thập tự Công trạng Cộng hòa Hungary (2012)